# Concours Eurovision des jeunes musiciens 1996
- Pays participants qualifiés pour la finale
- Pays participants non qualifiés pour la finale
- Pays ayant participé dans le passé, mais pas en 1996

Varsovie 1994 Vienne 1998
Le Concours Eurovision des jeunes musiciens 1996 est la huitième édition de ce concours. La finale est organisée à Lisbonne, au Portugal le 12 juin 1996. 
Des jeunes musiciens de 8 pays participèrent à la finale télévisée de cette édition. Ils furent tous accompagnés par le Portuguese Symphony Orchestra, sous la direction de Luis Izquierdo. 
Pour la seconde fois après 1982, l'Allemagne remporte le titre avec un concerto pour violon joué par Julia Fischer. La violoniste autrichienne Lidia Baich termine à la seconde place et la pianiste estonienne Hanna Heinmaa complète le podium.

## Concours

### Demi-finale
Une demi-finale est organisée en amont pour départager huit musiciens parmi les dix-sept participants. Le chypriote Manolis Nephytou participe pour la troisième fois après 1992 et 1994, mais ne parvient pas à se qualifier pour la finale. Le belge David Cohen revient après avoir participé en 1994.
| Pays          | Musicien               | Instrument  | Rang     |
| ------------- | ---------------------- | ----------- | -------- |
| Allemagne     | Julia Fischer          | Violon      | qualifié |
| Autriche      | Lidia Baich            | Violon      | qualifié |
| Belgique      | David Cohen            | Violoncelle | éliminé  |
| Chypre        | Manolis Neophytou      | Piano       | éliminé  |
| Espagne       | Maia Turullols         | Piano       | éliminé  |
| Estonie       | Hanna Heinmaa          | Piano       | qualifié |
| Finlande      | Jussi Makkonen         | Violoncelle | éliminé  |
| France        | Fanny Clamagirand      | Violon      | qualifié |
| Grèce         | Angelos Liakakis       | Violoncelle | éliminé  |
| Irlande       | Gerald Peregrine       | Violoncelle | éliminé  |
| Lettonie      | Baiba Skride           | Violon      | qualifié |
| Norvège       | Gunilla Süssmann       | Piano       | qualifié |
| Pologne       | Maria Nowak            | Violon      | qualifié |
| Portugal H    | Raquel Queirós         | Violon      | éliminé  |
| Slovénie      | Gal Faganel            | Violoncelle | éliminé  |
| Royaume-Uni T | Rafał Zambrzycki-Payne | Violon      | éliminé  |
| Suisse        | Antoine Rebstein       | Piano       | qualifié |

### Finale
| Ordre | Pays      | Musicien          | Instrument | Rang |
| ----- | --------- | ----------------- | ---------- | ---- |
| 1     | Norvège   | Gunilla Süssmann  | Piano      | -    |
| 2     | Suisse    | Antoine Rebstein  | Piano      | -    |
| 3     | Pologne   | Maria Nowak       | Violon     | -    |
| 4     | Lettonie  | Baiba Skride      | Violon     | -    |
| 5     | France    | Fanny Clamagirand | Violon     | -    |
| 6     | Autriche  | Lidia Baich       | Violon     | 2    |
| 7     | Estonie   | Hanna Heinmaa     | Piano      | 3    |
| 8     | Allemagne | Julia Fischer     | Violon     | 1    |